# Milan Stepanov
Milan Stepanov - em sérvio, Милан Степанов (Novi Sad, Vojvodina, 2 de abril de 1983) é um jogador de futebol sérvio.

## Clubes

### FC Porto
Stepanov veio para o FC Porto no inicio de 2007/2008 por cerca de €4 milhões para preencher a vaga deixada no centro da defesa por Pepe, que se transferiu para o Real Madrid. Dos jogadores que rumaram à Invicta nesse defeso, o Stepanov foi o último a chegar não tendo chegado a tempo de acompanhar a equipa na pré-temporada, na Holanda. Devido à falta de oportunidades começou o inicio do campeonato como suplente e mesmo com a lesão de Pedro Emanuel não conseguiu ganhar um lugar no onze inicial. O seu primeiro jogo oficial foi na Taça da Liga contra o Fátima onde, apesar da eliminação do FC Porto, Jesualdo Ferreira elogiou a sua prestação. De volta à Bwin Liga o seu concorrente João Paulo lesiona-se e finalmente Milan Stepanov estreia-se contra o Boavista FC com uma vitória e mais uma boa exibição.
Em julho de 2009 o Málaga, do campeonato espanhol, anunciou a cedência de Stepanov, por empréstimo do Porto. Encontra-se atualmente no Bursaspor.

## Seleção Nacional

### Sub 21
Ele fez parte da, já extinta, Selecção da Sérvia e Montenegro que participou nos Jogos Olímpicos de Atenas em 2004. Ficaram-se pela primeira fase de grupos, tendo acabado em 4º lugar a´trás de Argentina Austrália e Tunísia.
Em novembro de 2005, Stepanov jogou numa elimimatória de 2 mãos de acesso ao EURO 2006 que decorreu em Portugal, entre a Sérvia e Montenegro e a Croácia. Marcou um importante golo no jogo da 2ª mao, contribuindo assim para o apuramento da Sérvia. Esta foi a ultima competição da Sérvia e Montenegro, a sua separação ocorreu a 5 de Junho.
Entre o final de Maio e o inicio de Junho, Stepanov esteve integrado na Selecção que chegou à meia-final do EURO 2006 em Portugal, perdeu para a Ucrania apenas nas grandes penalidades. Contudo, Milan Stepanov foi elegiado para o melhor onze do EURO 2006. Melhor Onze do EURO 2006

### Selecção A
Fez a sua estreia na Selecção A num amigável contra a República Checa em 16 de Agosto de 2006, tendo sido admoestado com cartão amarelo. Recentemente começou de inicio, num jogo de apuramento para o EURO 2008, contra o Cazaquistão e ficou no banco no jogo contra Portugal.

## Títulos
Porto
- Campeonato Português: 2007–08, 2008–09
- Taça de Portugal: 2008–09

### Prêmios individuais
- Equipe do torneio do Campeonato Europeu Sub-21 de 2006[2]